# Carlsbad (Texas)
Pour les articles homonymes, voir Carlsbad.
Carlsbad est une census-designated place située dans le comté de Tom Green, dans l’État du Texas, aux États-Unis. Sa population s’élevait à 719 habitants lors du recensement de 2010.